# Kung Edvards stol

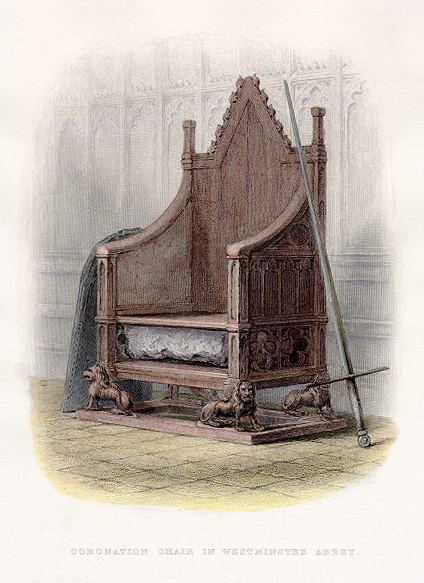
Kung Edvards stol och kröningsstenen

Kung Edvards stol, även känd som S:t Edvards stol eller Kröningsstolen är den tron på vilken den brittiska monarken sitter under sin kröning. Kung Edvard I beordrade att kröningsstenen från Skottland - känd som Ödesstenen - som han hade erövrat från skottarna som hade haft den i Scone, Perthshire - skulle installeras i stolen. Stolen är uppkallad efter Englands ende kanoniserade kung, Edvard Bekännaren och förvarades i hans helgedom i Westminster Abbey.
Alla smorda brittiska regenter sedan 1308 har suttit på denna stol då de krönts, med undantag av Maria I som kröntes på en stol som hon fått av påven. Det senaste tillfället då stolen användes var vid kröningen av Charles III 2023.[källa behövs]

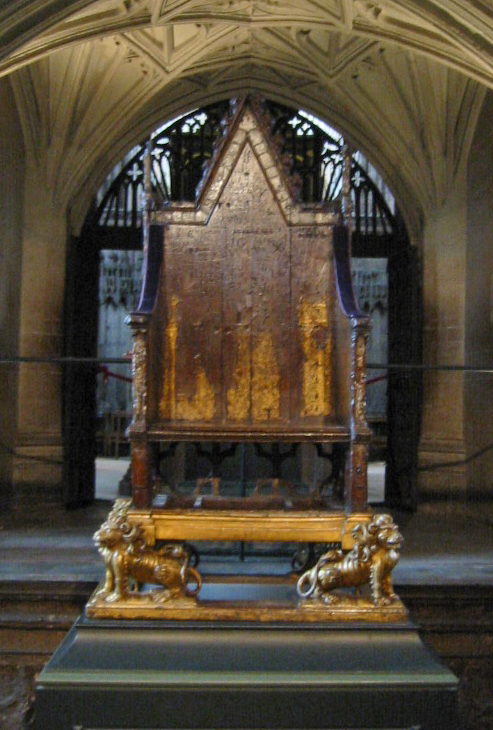
Stolen i Westminster Abbey

Den högryggade gotiska länstolen snidades i ek av en snickare känd som Mäster Walter, som mottog den betydande summan av 100 shilling för sitt arbete. Fyra förgyllda lejon utgör stolsben; de renoverades 1727, då de ersatte liknande lejon som lades till på 1500-talet. Under stolssätet finns en hålighet som fram till 1996 innehöll Ödesstenen; den har nu återlämnats till Skottland, men den kommer att återinsättas i stolen vid nästa kröning.
Stolen kan ha varit rikt utsmyckad och förgylld - man tror att den hade en bild av Edvard Bekännaren målad på baksidan.
Idag är den åldersliten och under historien tycks många tidiga turister, pilgrimer, och korgossar ristat sina initialer och annan graffiti på stolen. Ornamenten på stolens bakstycke har delvis sågats bort.
Under åtta sekler har den bara flyttats från Westminster Abbey två gånger. Första gången var för en ceremoni i Westminster Hall då Oliver Cromwell installerades som lordprotektor av England, och andra gången var under andra världskriget då den evakuerades till Gloucester Cathedral under kriget.
Idag är den noggrant skyddad och lämnar sin skyddade förvaringsplats nära Henrik V:s grav endast då det är dags för kröning.